# Джон Дейдрас
Джон Дейдрас, также известный как Джон из Паудерхема (англ. John Deydras, англ. John of Powderham; ум. 1318), — самозванец, утверждавший, что он истинный король Англии — Эдуард II.
Сын дубильщика. В 1318 году появился во дворце Бомонт (Оксфорд), старинной королевской резиденции, и заявил свои права на него, утверждая, что является настоящим сыном Эдуарда I, подменённым в детстве. Свою правоту он собирался доказать в поединке с Эдуардом II. По свидетельствам современников Дейдрас был удивительно похож на короля, он был высокого роста, красив, однако у него недоставало одного уха. Отсутствие его самозванец объяснял тем, что в детстве его отъела свинья, а нянька, опасавшаяся наказания за недосмотр, подменила принца сыном возчика. Дейдрас объяснял всем известную приверженность короля к простонародным забавам тем, что Эдуард происходил из низшего общества.
Самозванец был схвачен и доставлен в Нортгемптон к Эдуарду II. При личной встрече с королём он продолжал настаивать, что тот — подменыш, сын возчика. Дейдрас был обвинён в подстрекательстве к бунту и допрошен. Признавшись в самозванстве, он уверял, что эту мысль внушил ему дьявол, вселившийся в кота. Дейдрас был повешен, затем его труп сожгли.